# Giết con chim nhại (phim)
Giết con chim nhại (tiếng Anh: To Kill a Mockingbird) là một bộ phim Mỹ chuyển thể từ tiểu thuyết cùng tên của nhà văn Harper Lee do Robert Mulligan đạo diễn phát hành năm 1962. Bộ phim có sự tham gia của Gregory Peck trong vai Atticus Finch và Mary Badham trong vai Scout.
Giết con chim nhại không những rất thành công về mặt thương mại (doanh thu gấp 10 lần vốn đầu tư) mà con thu lại vô số các phản hồi tích cực từ các nhà phê bình và luôn được cân nhắc là một trong các bộ phim hay nhất mọi thời đại. Năm 1995, bộ phim được đưa vào danh sách lưu trữ của Viện lưu trữ phim Quốc gia (Hoa Kỳ), đồng thời đứng thứ 25 trong danh sách các bộ phim hay nhất mọi thời đại phiên bản chỉnh sửa của Viện phim Mỹ (AFI) năm 2007. Năm 2003, nhân vật bố Atticus Finch cũng được AFI xếp thứ nhất trong danh sách anh hùng màn ảnh thế kỷ 20.
Với các diễn viên Robert Duvall, William Windom và Alice Ghostley, Giết con chim nhại là bộ phim đầu tiên họ tham gia diễn xuất.

## Nội dung
Jean Louise "Scout" Finch (Mary Badham), một cô bé 6 tuổi sống cùng ba và anh trai Jem (Phillip Alford) tại Maycomb, một thị trấn nhỏ nằm tại tiểu bang Alabama, trong những năm của thập niên 30. Câu chuyện phim trải dài trong 3 năm đi cùng với đó là những thay đổi và tác động lên cuộc đời của 2 cô cậu bé. Hai đứa trẻ ngây thơ dành cả ngày để chơi cùng nhau và luôn thắc mắc về một người đàn ông bí ẩn tên "Boo" Radley (Robert Duvali), một người hàng xóm chưa từng được thấy rời khỏi nhà và là mục tiêu cho nhiều lời đồn thổi kì bí trong thị trấn.
Cha của chúng, Atticus (Gregory Peck) - một người đàn ông góa vợ - hành nghề luật sư trong thị trấn với một niềm tin mãnh liệt rằng mọi người cần được đối xử công bằng để có thể khoan dung và đại diện cho đức tin của họ. Ông cho phép con cái gọi mình bằng tên riêng (Atticus). Mở đầu bộ phim, bọn trẻ nhìn thấy cha chúng nhận một bao hồ đào từ ông Cunningham, một khách hàng của Atticus, do ông này không có đủ khả năng trả tiền. Và cũng từ khi chứng kiến công việc luật sư của bố, Scout và Jem bắt đầu biết về sự phân biệt chủng tộc và những con quỷ của tội ác - mà nguyên nhân là do sự thiếu hiểu biết và đói nghèo - đang hiện hình trong thị trấn.
Tòa án địa phương chỉ định Atticus bào chữa cho một người da đen, Tom Robinson (Brock Peters), chống lại lời buộc tội về việc anh này cưỡng hiếp Mayella, một cô gái da trắng còn trẻ. Atticus nhận vụ án, và quyết định này của ông đã khiến bọn trẻ gặp phải nhiều rắc rối tại trường học. Một vài ngày sau, Robinson được chuyển về nhà tù thị trấn để dự phiên tòa xét xử. Để bảo vệ anh này khỏi những tấn công, Atticus đã ngồi trước cửa nhà tù nhưng khoảng nửa đêm, một nhóm người dân địa phương mang theo súng do Cunningham cầm đầu đã đến và đòi lấy mạng Robinson. Scout, Jem và Dill, bạn của chúng, đã phát hiện ra sự việc và chạy tới cắt ngang. Scout, cô bé ngây thơ không nhận thức được chuyện gì đang xảy ra, nhận ra Cunningham là người đàn ông đã đến nhà mình và dặn ông gửi lời xin chào tới con trai ông, bạn cùng lớp của Scout. Cunningham cảm thấy xấu hổ và bảo cả nhóm người quay về.
Tom là một người da đen, và cũng như nhiều người da đen khác vào những năm 30, anh bị coi như thuộc tầng lớp dưới và những lời buộc tội về anh mặc nhiên được chấp nhận. Câu chuyện được kể lại theo lời Mayella: Tom thường xuyên đi làm qua nhà Mayella, và một lần theo lời đề nghị Tom vào nhà chẻ hộ mình chiếc tủ cũ, cô đã bị Tom cưỡng hiếp. Mayella đồng thời cũng trưng ra những dấu hiệu cho thấy mình bị đánh. Tại phiên toàn, Atticus đã chỉ ra rằng tay trái của Tom không thể cử động được, và do đó không phù hợp với những vết thương trên cổ của Mayella có lẽ được tạo ra nhờ một bàn tay phải. Cha của Mayella, một người nông dân nghèo khổ và lười nhác, được cho là đã đánh Mayella. Atticus cũng tuyên bố rằng cô gái này không hề được đưa tới kiểm tra bởi bất kỳ bác sĩ nào sau những vết thương đó. Cuối phần bào chữa của mình, Atticus đã yêu cầu bồi thẩm đoàn bỏ qua những định kiến và thay vào đó hãy tập trung vào sự vô tội không thể chối cãi của Tom. Cũng trong phiên tòa, Tom nói rằng anh đã giúp Mayella một số việc nhà vì anh thấy đáng tiếc cho một cô gái phải chịu cảnh bần hàn. Trong một thị trấn mà người da trắng luôn được xem như ưu việt hơn người da đen, sự đồng cảm của Tom vô tình đã là lưỡi dao kết liễu anh. Atticus về đến nhà thì nhận được thông tin Tom đã bị bắn chết khi cố thoát khỏi nhà tù. Những người cảnh sát đã miêu tả lại Tom chạy như một người điên trước khi anh bị bắn.
Một thời gian sau, Scout và Jem tham dự lễ Halloween diễn ra tại trường vào ban đêm. Scout hóa trang thành một miếng thịt xông khói trong một hoạt cảnh giới thiệu các sản vật của hạt Maycomb. Sau buổi lễ, Scout cố gắng tìm xem mình đã để giày và váy ở đâu nhưng không thấy. Khi đã muộn và mọi người đã về gần hết, Jem cố ép em gái về nhà với trang phục hóa trang. Trên quãng đường về nhà băng qua rừng quen thuộc, Scout và Jem bị tấn công bởi một người đàn ông không rõ danh tính. Bộ trang phục của Scout khiến em khó khăn trong di chuyển và hạn chế tầm nhìn nhưng vô tình lại là một vũ khí tốt, bảo vệ em khỏi những đòn tấn công của người lạ mặt. Sau đó, có một người đàn ông mới xuất hiện và ngăn cản người lạ mặt kia tấn công các em. Tuy nhiên lúc đó Jem đã bị đánh bất tỉnh. Scout thoát ra được khỏi bộ đồ hóa trang cùng lúc người đàn ông mới đên đưa Jem về nhà. Jem sau đó được chẩn đoán gãy tay. Cảnh sát trưởng Tate nói rằng người tấn công 2 đứa trẻ chính là Bob Ewell, người cha say xỉn của Mayella.
Ngài cảnh sát trưởng cũng thông báo rằng ông đã phát hiện Bob Ewell chết với một con dao đâm vào sườn. Scout tìm thấy một người đàn ông đứng trong góc tường nhà mình, mà bố em bảo đó chính là "Boo" Radley, và nhận ra rằng đây chính là người đàn ông đã bảo vệ 2 em trong rừng. Atticus nghĩ rằng Jem mới là người đâm Bob để tự vệ và không muốn che giấu sự thật này. Nhưng cảnh sách trưởng Tate tin rằng người đâm Bob là Boo Radley và nếu mọi người trong thị trấn biết chuyện thì "sáng hôm sau trước cửa nhà Boo sẽ đầy phụ nữ với những chiếc bánh thơm ngon". Để bảo vệ Boo, ông đã kết luận rằng Ewell tự ngã lên con dao của mình.
Cuối phim, Scout đứng trên thềm nhà Boo, hướng mắt về hạt Maycomb, khi "đặt mình vào vị trí của Boo", em dường như đã nhận ra ý nghĩa trong các bài học từ cha mình.

## Diễn viên
- Gregory Peck trong vai Atticus Finch
- Mary Badham trong vai Jean Louise "Scout" Finch
- Phillip Alford trong vai Jeremy Atticus "Jem" Finch
- Robert Duvall trong vai Arthur "Boo" Radley
- John Megna trong vai Charles Baker "Dill" Harris
- Alice Ghostley trong vai Stephanie Crawford
- Brock Peters trong vai Tom Robinson
- Frank Overton trong vai Sheriff Heck Tate
- Rosemary Murphy trong vai Maude "Maudie" Atkinson
- Ruth White trong vai Mrs. Dubose
- Estelle Evans trong vai Calpurnia
- Richard Hale trong vai Nathan Radley
- James K Anderson trong vai Robert E. Lee "Bob" Ewell
- Collin Wilcox trong vai Mayella Violet Ewell
- William Windom trong vai Mr. Gilmer, District Attorney
- Paul Fix trong vai Judge John Taylor
- Bill Walker trong vai Reverend Sykes
- David Crawford trong vai David Robinson
- Kim Hamilton trong vai Helen Robinson
- Dan White trong vai Mob leader
- Crahan Denton trong vai Walter Cunningham, Sr.
- Steven Charles Condit trong vai Walter Cunningham, Jr.
- Jester Hairston trong vai Spence Robinson, cha của Tom Robinson
- Kim Stanley Jean Louise "Scout" Finch trưởng thành (chỉ góp giọng, là người dẫn chuyện)

Robert Duvali và Rosemary Murphy là những người trưởng thành cuối cùng trong dàn diễn viên vẫn còn sống. Kim Hamilton, người thể hiện vai Helen Robinson, là diễn viên người Mỹ-Phi đóng một vai có thoại trong phim qua đời cuối cùng.

## Nhạc phim
Tất cả các nhạc phẩm được sáng tác bởi Elmer Bernstein, bản thu âm thực hiện bởi Dàn hợp xướng hoàng gia Scottish được chỉ huy bởi chính tác giả.
1. "Main Title" 3:21
2. "Remember Mama" 1:08
3. "Atticus Accepts The Case - Roll in the Tire" 2:06
4. "Creepy Caper - Peek-A-Boo" 4:10
5. "Ewell's Hatred" 3:33
6. "Jem's Discovery" 3:47
7. "Tree Treasure" 4:23
8. "Lynch Mob" 3:04
9. "Guilty Verdict" 3:10
10. "Ewell Regret It" 2:11
11. "Footsteps in the Dark" 2:07
12. "Assault in the Shadows" 2:28
13. "Boo Who" 3:00
14. "End Title" 3:25

## Phản hồi
Phóng viên Bosley Crowther bình luận về bộ phim:
"Kịch bản của Horton Foote và đạo diễn của Mulligan có thể không phải quá xuất sắc, nhưng nó cho phép Peck cùng 2 cô cậu Badham và Alford có thể khắc họa nhân vật một cách chân thực nhất. Mối quan hệ gần gũi giữa người cha và những đứa trẻ được miêu tả hết sức lôi cuốn và mặc dù chỉ diễn ra trong một giai đoạn ngắn nhưng tương xứng với chiều dài của bộ phim. Rosemary Murphy trong vai người hàng xóm dễ mến, Brock Peters với vai một Negro (chỉ người da đen) bị kết tội và Frank Overton thể hiện một cảnh sát trưởng đều hoàn thành tốt phần trình diễn của mình. Nhân vật của James Anderson và Collin Wilcox như những người miền Nam mù quáng được mô tả hơi cường điệu. Nhưng đó chỉ là những thiếu sót nhỏ trong một bộ phim hấp dẫn."
Màn trình diễn của Gregory Peck vừa vặn với tính cách của Atticus Finch. Alan J. Pakula hồi tưởng lại phản ứng của Peck khi anh lần đầu được nghĩ đến cho vai diễn này: "Anh ấy gọi lại ngay lập tức. Không chút đắn đo. [...] Tôi đã phải nói rằng nhân vật trong sách và trong kịch bản không hoàn toàn giống nhau". Peck sau đó trong một cuộc phỏng vấn đã trả lời rằng anh nhận vai diễn này vì tác phẩm của Harper Lee đã làm anh nhớ đến quãng thời gian lớn lên tại La Jolla, California. "Hầu như không có ngày nào trôi qua mà tôi ngừng nghĩ về việc mình may mắn dường nào khi nhận được vai diễn ấy", Peck chia sẻ trong bài phỏng vấn năm 1997 "Dịp gần đây tôi có ngồi cạnh một cô bé 14 tuổi trong một bữa tối, cô bé nói rằng đã xem bộ phim và nó đã thay đổi cuộc đời cô ấy. Tôi luôn luôn nhận được những lời như vậy".
Phiên bản tái bản bìa mềm 1962 của cuốn tiểu thuyết mở đầu bằng lời chia sẻ của Gregory Peck: "Thị trấn miền Nam Maycomb, Alabama gợi cho tôi những kì ức về những tháng ngày tại California khi tôi trưởng thành. Các nhân vật của cuốn tiểu thuyết này như là những người tôi biết khi còn bé. Tôi nghĩ rằng thành công lớn nhất của cuốn truyện này là nhắc nhở người đọc khắp mọi nơi về những con người và những thị trấn nơi họ đã từng sinh sống. Với tôi, đây là một câu chuyện hoàn hảo - cảm động, dạt dào tình cảm và được kể với sự hài hước và lịch thiệp tốt nhất có thể. Gregory Peck".
Harper Lee, trong dòng chú thích mở đầu trong lần tái bản bộ phim dưới định dạng DVD bởi hãng Universal đã viết: "Khi biết Gregory Peck sẽ thể hiện nhân vật Atticus Finch trong bộ phim điện ảnh Giết con chim nhại, tôi tất nhiên đã vô cùng vui sướng: đây chính là diễn viên tốt nhất dành cho các bộ phim vĩ đại - chẳng thể đòi hỏi gì nhiều hơn nữa?... Những năm tháng trôi qua đã kể cho tôi bí mật của anh ấy: khi hóa thân vào Atticus Finch, Peck đã thể hiện chính bản thân mình. Và thời gian, một lần nữa hé lộ cho chúng ta nhiều điều: khi thể hiện chính mình, Peck đã làm xúc động cả thế giới". Khi Peck qua đời vào năm 2003, Brock Peters, người đóng vai diễn Tom Robinson đã trích dẫn câu nói của Harper Lee tại lễ tang: "Atticus Finch cho anh ấy cô hơi để thể hiện bản thân". Peters cũng dành những tặng những lời ca ngợi của riêng mình "Tới người bạn Gregory Peck của tôi, tới người bạn Atticus Finch của tôi, vaya con Dios (tạm dịch: yên nghỉ bên Chúa)". Peters đã hồi tưởng lại về vai diễn Tom Robinson khi anh phát biểu "Đó chắc chắn là một trong những niềm vinh dự lớn nhất tôi đạt được trong cuộc đời, một trong những niềm hạnh phúc lớn lao nhất trong sự nghiệp diễn xuất của tôi". Không chỉ với Peck, Peters còn luôn nhắc tới Mary Badham như là một trong những người bạn của đời mình.

## Giải thưởng và vinh danh
Năm 1995, Giết con chim nhại được lựa chọn đưa vào danh sách của Viện bảo tồn phim Quốc gia bởi Thư viện Chính phủ vì những giá trị về "văn hóa, lịch sử và tính thẩm mỹ".
Viện phim Mỹ (AFI) đã đặt Atticus Finch vào vị trí "anh hùng màn ảnh" của thế kỷ 20. Hơn nữa, AFI cũng đã xếp bộ phim vào vị trí thứ 2 trong Top 100 bộ phim truyền cảm hứng, chỉ sau It’s Wonderful Life. Trong lần bình chọn đầu tiên năm 1997, bộ phim đứng thứ 34 trong danh sách các phim hay nhất mọi thời đại của AFI, tuy nhiên trong phiên bản kỷ niệm 10 năm, bộ phim đã vượt 9 bậc lên vị trí thứ 25. Tháng 6 năm 2008, trong lần công bố 10 Top 10 - Top 10 trong 10 thể loại phim Mỹ cổ điển - qua một cuộc bình chọn từ 1500 người từ cộng đồng, Giết con chim nhại đã đứng thứ nhất trong thể loại phim chính kịch. Tại danh sách 54 bộ phim pháp lý hay nhất mọi thời đại, Giết con chim nhại đứng đầu với 14 trên tổng số 15 phiếu.
Năm 2007, Hamilton được vinh danh bởi cộng đồng Harlem (nằm tại New York, trung tâm dân cư, văn hóa, kinh tế của người Mỹ gốc Phi) vì sự tham gia của cô trong bộ phim. Trong diễn văn nhận giải, cô đã nói "Tôi nghĩ nó thật tuyệt vời. Tôi vô cùng vinh dự và bất ngờ."
Các danh sách của Viện phim Mỹ:
- AFI's 100 Years…100 Movies - #34
- AFI's 100 Years...100 Heroes and Villains:

- Atticus Finch - #1 Hero

- AFI's 100 Years...100 Movie Quotes:

- "Miss Jean Louise, stand up. Your father's passing." - Nominated
- "You never really understand a person until you consider things from his point of view, until you climb inside of his skin and walk around in it. - Nominated

- AFI's 100 Years of Film Scores - #17
- AFI's 100 Years...100 Cheers - #2
- AFI's 100 Years...100 Movies (10th Anniversary Edition) - #25
- AFI's 10 Top 10 - #1 Courtroom Drama

### Giải thưởng Oscar
Bộ phim thắng 3 giải Oscar trong tổng số 8 đề cử:
- Giải Oscar cho nam diễn viên chính xuất sắc nhất — Gregory Peck (Giải thưởng được trao bởi Sophia Loren)
- Giải Oscar cho thiết kế sản xuất xuất sắc nhất - Set Decoration, Black-and-White — (Henry Bumstead, Alexander Golitzen, và Oliver Emert)
- Giải Oscar cho kịch bản chuyển thể xuất sắc nhất - Horton Foote

Các đề cử khác:
- Phim xuất sắc nhất (Nhà sản xuất, Alan J. Pakula),
- Đạo diễn xuất sắc nhất (Robert Mulligan),
- Quay phim xuất sắc nhất, Black-and-White (Russell Harlan),
- Nữ diễn viên phụ xuất sắc nhất (Mary Badham)
- Nhạc phim hay nhất — Substantially Original (Elmer Bernstein).

Trong lễ trao giải Oscar này, đối thủ chính của Giết con chim nhại là Lawrence of Arabia đã thắng các giải Phim xuất sắc nhất, Đạo diễn xuất sắc nhất và Nhạc phim hay nhất. The Longest Day chiến thắng ở hạng mục Quay phim xuất sắc nhất trong khi Patty Duke được vinh danh Nữ diễn viên phụ xuất sắc nhất với vai diễn trong bộ phim The Miracle Worker.

### Quả cầu vàng
- Giải Quả cầu vàng cho nam diễn viên phim chính kịch xuất sắc nhất — Gregory Peck
- Giải Quả cầu vàng cho nhạc phim hay nhất — Elmer Bernstein
- Giải Quả cầu vàng cho phim Xúc tiến hiểu biết quốc tế tốt nhất — Giết con chim nhại

### Liên hoan phim Cannes
Bộ phim được lựa chọn tham gia Liên hoan phim Cannes 1963 trong hạng mục tranh giải chính thức, và đã đoạt giải thưởng Gary Cooper.

## Tái phát hành
Bộ phim được khôi phục và phát hành dưới định dạng Blu-ray và DVD năm 2012 như một phần của lễ kỷ niệm 100 năm hãng Universal Pictures.